# TogliattiAzot
TogliattiAzot est une entreprise chimique russe. Elle est parfois qualifiée de plus grand producteur d'ammoniac au monde,. Son siège social se trouve à Togliatti, en Russie.

## Histoire
Le principal site de synthèse d'ammoniac à Togliatti a été construit dans le cadre d'un projet conjoint du gouvernement de l'Union soviétique et Armand Hammer. Il a commencé ses opérations en 1979.
La filiale Transammiak exploite le plus long pipeline d'ammoniac au monde[réf. nécessaire] en 2009, entre Togliatti et Odessa (en Ukraine).
Un pipeline sous-marin est en construction au port de Taman en Russie.